# Verpillières-sur-Ource
Verpillières-sur-Ource település Franciaországban, Aube megyében. Lakosainak száma 109 fő (2022. január 1.). Verpillières-sur-Ource Cunfin, Essoyes, Fontette és Grancey-sur-Ource községekkel határos.

## Népesség
A település népessége az elmúlt években az alábbi módon változott:
| Lakosok száma | 115  | 99   | 101  | 119  | 115  | 113  | 109  | 109  | 111  | 109  |
|               | 1968 | 1982 | 1990 | 2006 | 2013 | 2015 | 2017 | 2019 | 2020 | 2022 |